# Les Insoumis (film, 1989)
Pour les articles homonymes, voir Les Insoumis.
Pour plus de détails, voir Fiche technique et Distribution.
Les Insoumis (Ora Pro Nobis, « Priez pour nous ») est un film philippin réalisé par Lino Brocka, sorti en France le 24 mai 1989.

## Résumé
En 1985, dans la ville de Dolores, les Insoumis, un groupe occulte dirigé par Kumander Kontra, tue un prêtre étranger qui enterrait un rebelle, également assassiné par ce même groupe. En 1986, la dictature s'effondre aux Philippines. Tous les prisonniers sont alors libérés. Parmi eux Jimmy, un ancien prêtre devenu révolutionnaire. Peu de temps après il épouse Trixie, une militante des Droits de l’homme. Jimmy se rallie à sa cause. Il décide alors d'aller à Dolores, enquêter sur les crimes commis par les Insoumis. Là, de mèche avec les militaires, ces derniers règnent par la terreur.

## Fiche technique
- Réalisateur : Lino Brocka
- Scénariste : Jose F. Lacaba
- Producteur : Salvatore Picciotto

## Distribution
- Phillip Salvador : Jimmy
- Dina Bonnevie : Trixie
- Gina Alajar : Esper
- Bembol Roco (en) : Major Kontra

## Festival
Les Insoumis a été présenté au Festival de Cannes 1989, hors compétition.